# Фам Фат
Фам Фат (Пхам Пхат) (д/н — 380) — 5-й магараджа Ліньї в 349—380 роках. В китайських джерелах також відомий як Фань Фо.

## Життєпис
Походив з Другої династії. Син правителя Фам Вана. Власне ім'я його невідоме, оскільки Фам (Фань) є перекрученим китайським варіантом титулу пон (вождь, володар).
350 року відновив війну проти імперії Цзінь за командирство Цзяочжі. 351 року зазнав поразки й відступив до області Лангхо (сучасна провінція Тханьхоа). Невдовзі було укладено мир, за яким кордоном стала річка Нхатле (біля сучасного міста Донгхой).
359 року почалася нова війна, але в морській битві в бухті Ончань Фам Фат знову зазнав поразки й вимушений був визнати зверхність імперії Цзінь.372 і 377 року відправляв цзінському імператору посольства з даниною. Помер 380 року. Трон спадкував син Бхадраварман I.